# Dysderina rugosa
Dysderina rugosa är en spindelart som beskrevs av William Syer Bristowe 1938. Dysderina rugosa ingår i släktet Dysderina och familjen dansspindlar. Inga underarter finns listade i Catalogue of Life.